# Jac Iversen

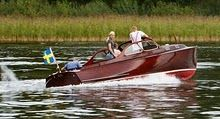
Iversenmotorbåt i mahogny

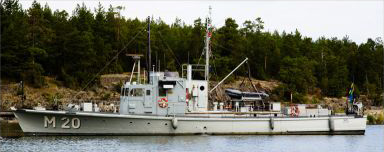
Minsveparen

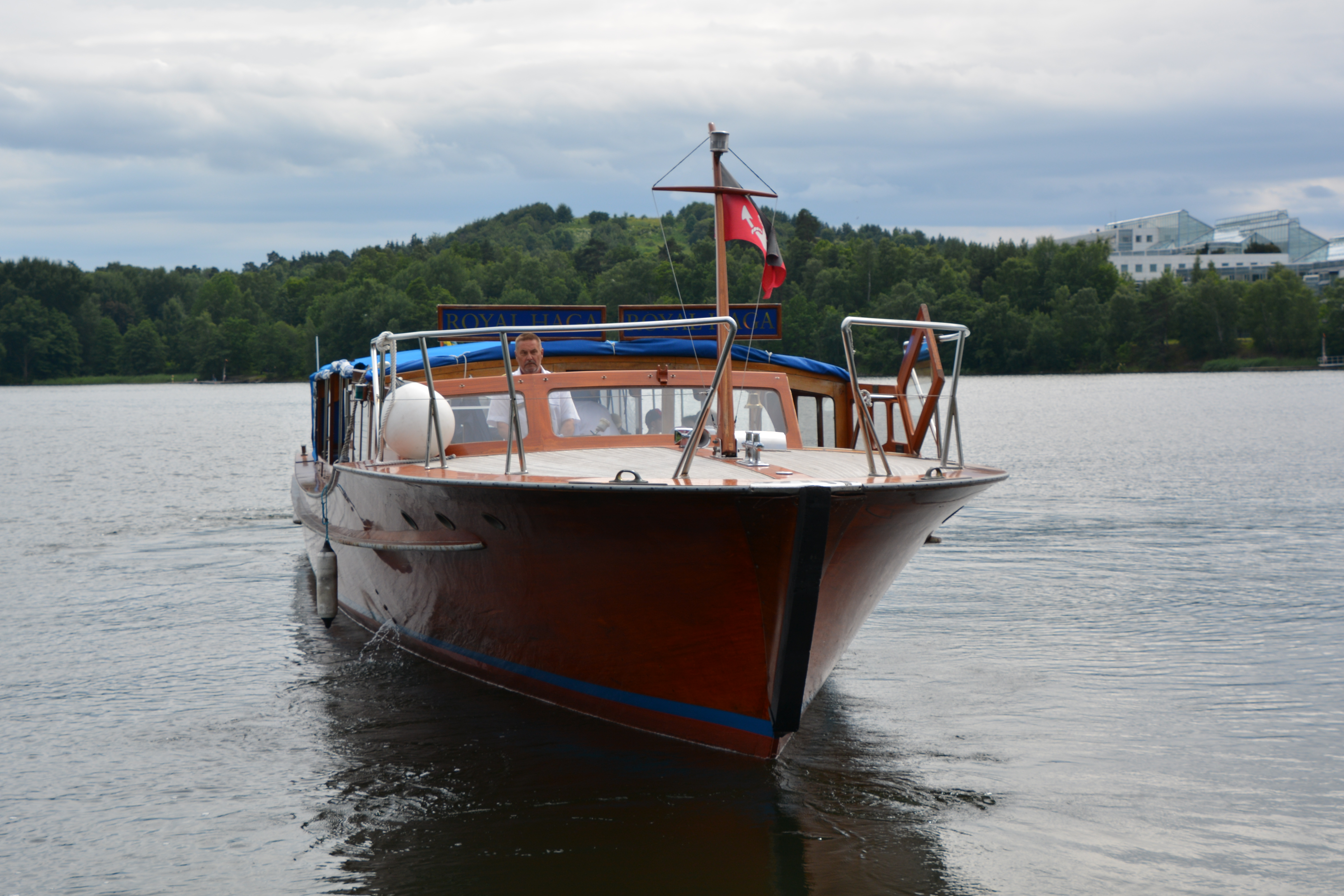
M/S Stegeholm

Jac M Iversen, (Jacob Mikkelsen Iversen) född 30 november 1884 i Moss landdistrikt i Norge, död 21 mars 1974 i Saltsjöbaden, var en norsk-svensk båtkonstruktör.
Jac Iversen utbildade sig i USA och började sin yrkeskarriär i ett eget båtvarv i Son i Norge, som han grundade 1907. Där arbetade han till 1926, då varvet lades ned. Han flyttade därefter till Göteborg, där han var verksam ett par år. Senare flyttade han till Stockholm, där han bodde och arbetade resten av livet. Första tiden jobbade Jac Iversen hos Carl Plym på Neglingevarvet, som han dock fick lämna när varvets ekonomi blev sämre. Han startade 1930 konstruktionsbyrån Iversen Yacht AB.
Sjöhistoriska Museet har ritningar för fler än 800 båtkonstruktioner av honom. Han ritade ungefär hälften motorbåtar och hälften segelbåtar, både skärgårdskryssare och Östersjökryssare. Han är mest känd för motorbåtar, bland andra flera högsjöbåtar med dubbelruff, och olika kabinbåtar. Till Torsten Kreuger ritade han till exempel den 10,5 meter långa dubbelruffade snabbgående båten Mary.
Jac Iversen kappseglade framgångsrikt i Norge, Sverige och andra länder. Han var en av stiftarna för Soon Seilforening och var dess ordförande från starten 1920. 
Under sin tid i Stockholm konstruerade han ett antal svenska örlogsfartyg, bland andra minsvepare typ M. Han ritade och konstruerade även lyxyachter till prominenta beställare. 

## Konstruerade fartyg i urval
- 1930 Motorbåten, en Archimedes Ruffbåt typ B
- 1934 HMS Axel, minsvepare
- 1937 Alva
- 1937 M/Y Sunbeam, Gräddö båtvarv, Gräddö[5]
- 1938 Triton, havskryssare 50 fot
- 1941 M20, minsvepare, Neglingevarvet
- 1941 M21, minsvepare, Norrköpings varv
- 1941 M26, minsvepare, Bröderna Larssons varv och mekaniska verkstad i Kristinehamn
- 1950 Stegeholm, Rosättra Båtvarv, sjötaxibåt
- 1950 Jemina
- 1951 Chris
- 1952 M/Y Elise, Vätövarvet/Fredrikssons Norrviken, Vätö, Norrtälje
- 1953 Didette
- 1954 M/Y Sonja, Gräddö båtvarv, Gräddö
- 1958 M/Y Mamsell, Wahlgrens varv, Öregrund
- 1959 Anne-Marie
- 1959 Elise